# 470 (klasa jachtu)
470 – dwuosobowa klasa regatowa. Została skonstruowana w 1963 roku przez Francuza Andre Cornu, a od 1976 roku jest klasą olimpijską. Początkowo 470 była klasą otwartą, jednak od IO 1988 mężczyźni i kobiety startują w niej osobno. W 65 krajach na świecie zostało zarejestrowanych dotychczas ponad 55 tys. jachtów tej klasy. Od 1970 roku w klasie tej rozgrywane są mistrzostwa świata.
Pływanie na 470 wymaga dużych umiejętności żeglarskich zwłaszcza od załoganta, który balastuje za pomocą trapezu.

## Wydarzenia

### Igrzyska olimpijskie
Na igrzyskach olimpijskich klasa 470 była początkowo klasą otwartą, ale od 1988 roku regaty rozgrywane są osobno dla kobiet i mężczyzn. Od 2008 roku składają się z 10 wyścigów, w których załogi otrzymują punkty w systemie małych punktów, a najgorszy wynik każdej załogi jest odrzucany. 10 najlepszych jachtów kwalifikuje się do wyścigu medalowego, w którym przyznawane są podwójne punkty.

#### Mężczyźni
| Rok  | Kraj              | Miejsce        | Zwycięzca                          | 2. miejsce                       | 3. miejsce                           |
| ---- | ----------------- | -------------- | ---------------------------------- | -------------------------------- | ------------------------------------ |
| 1976 | Kanada            | Montreal       | Frank Hübner, Harro Bode           | Antonio Gorostegui, Pedro Millet | Ian Brown, Ian Ruff                  |
| 1980 | ZSRR              | Moskwa         | Marcos Soares, Eduardo Penido      | Jorn Borowski, Egbert Swensson   | Jouko Lindgrén, Georg Tallberg       |
| 1984 | Stany Zjednoczone | Los Angeles    | Luis Doreste, Roberto Molina       | Steve Benjamin, Chris Steinfeld  | Thierry Peponnet, Luc Pillot         |
| 1988 | Korea Południowa  | Seul           | Thierry Peponnet, Luc Pillot       | Tõnu Tõniste, Toomas Tõniste     | John Shadden, Charles McKee          |
| 1992 | Hiszpania         | Barcelona      | Jordi Calafat, Francisco Sanchez   | Morgan Reeser, Kevin Burnham     | Tõnu Tõniste, Toomas Tõniste         |
| 1996 | Stany Zjednoczone | Atlanta        | Yevhen Braslavets, Ihor Matviyenko | John Merricks, Ian Walker        | Victor Rocha, Nuno Barreto           |
| 2000 | Australia         | Sydney         | Tom King, Mark Turnbull            | Paul Foerster, Robert Merrick    | Javier Conte, Juan de la Fuente      |
| 2004 | Grecja            | Ateny          | Paul Foerster, Kevin Burnham       | Nick Rogers, Joe Glanfield       | Kazuto Seki, Kenjiro Todoroki        |
| 2008 | Chiny             | Pekin          | Nathan Wilmot, Malcolm Page        | Nick Rogers, Joe Glanfield       | Nicolas Charbonnier, Olivier Bausset |
| 2012 | Wielka Brytania   | Londyn         | Mathew Belcher, Malcolm Page       | Luke Patience, Stuart Bithell    | Lucas Calabrese, Juan de la Fuente   |
| 2016 | Brazylia          | Rio de Janeiro | Šime Fantela, Igor Marenić         | Mathew Belcher, William Ryan     | Panajotis Mandis, Pawlos Kajalis     |

#### Kobiety
| Rok  | Kraj              | Miejsce        | Zwycięzca                           | 2. miejsce                           | 3. miejsce                             |
| ---- | ----------------- | -------------- | ----------------------------------- | ------------------------------------ | -------------------------------------- |
| 1988 | Korea Południowa  | Seul           | Allison Jolly, Lynne Jewell         | Marit Söderström, Birgitta Bengtsson | Larisa Moskalenko, Iryna Chunykhovska  |
| 1992 | Hiszpania         | Barcelona      | Theresa Zabell, Patricia Guerra     | Leslie Egnot, Jan Shearer            | Jennifer Isler, Pamela Healy           |
| 1996 | Stany Zjednoczone | Atlanta        | Theresa Zabell, Begoña Vía-Dufresne | Yumiko Shige, Alicia Kinoshita       | Ruslana Taran, Olena Pakholchik        |
| 2000 | Australia         | Sydney         | Jenny Armstrong, Belinda Stowell    | J.J. Isler, Sarah Glaser             | Ruslana Taran, Olena Pakholchik        |
| 2004 | Grecja            | Ateny          | Sofia Bekatorou, Aimilia Tsoulfa    | Sandra Azón, Natalia Vía Dufresne    | Therese Torgersson, Vendela Zachrisson |
| 2008 | Chiny             | Pekin          | Elise Rechichi, Tessa Parkinson     | Marcelien de Koning, Lobke Berkhout  | Fernanda Oliveira, Isabel Swan         |
| 2012 | Wielka Brytania   | Londyn         | Jo Aleh, Polly Powrie               | Hannah Mills, Saskia Clark           | Lisa Westerhof, Lobke Berkhout         |
| 2016 | Brazylia          | Rio de Janeiro | Hannah Mills, Saskia Clark          | Jo Aleh, Polly Powrie                | Camille Lecointre, Hélène Defrance     |

#### Polacy na igrzyskach
| Rok  | Kraj              | Miejsce        | Wynik | Załoga                                           |
| ---- | ----------------- | -------------- | ----- | ------------------------------------------------ |
| 1980 | ZSRR              | Moskwa         | 5     | Leon Wróbel, Tomasz Stocki                       |
| 1992 | Hiszpania         | Barcelona      | 21    | Marek Chocian, Zdzisław Staniul                  |
| 1996 | Stany Zjednoczone | Atlanta        | 16    | Marek Chocian, Zdzisław Staniul                  |
| 2000 | Australia         | Sydney         | 20    | Tomasz Stańczyk, Tomasz Jakubiak                 |
| 2004 | Grecja            | Ateny          | 21    | Tomasz Stańczyk, Tomasz Jakubiak                 |
| 2008 | Chiny             | Pekin          | 19    | Patryk Piasecki, Kacper Ziemiński                |
| 2012 | Wielka Brytania   | Londyn         | 12    | Agnieszka Skrzypulec, Jolanta Ogar               |
| 2016 | Brazylia          | Rio de Janeiro | 10    | Agnieszka Skrzypulec, Irmina Mrózek Gliszczyńska |
| 2020 | Japonia           | Tokio          | 2     | Agnieszka Skrzypulec, Jolanta Ogar-Hill          |

### Mistrzostwa świata

#### Open
| Rok  | Kraj              | Miejsce        | Zwycięzca                           | 2. miejsce                              | 3. miejsce                                 | Startujących   |
| ---- | ----------------- | -------------- | ----------------------------------- | --------------------------------------- | ------------------------------------------ | -------------- |
| 1970 | Francja           | Lacanau        | Yves Carr / Hervé Carr              | Philippe Follenfant / Hubert Follenfant | Didier Poisson / Denis Londeix             |                |
| 1971 | Belgia            | Ostenda        | Tom van Essen / Wouter van Essen    | Philippe Follenfant / Hubert Follenfant | Bruno Demartial / Bernard Demartial        |                |
| 1972 | Kanada            | Montreal       | Sjoerd Vollebregt / Erik Vollebregt | Philippe Follenfant / Hubert Follenfant | Tom van Essen / Wouter van Essen           |                |
| 1973 | Niemcy            | Kilonia        | Henrik Söderlund / Age Börresen     | Peter Commette / Michael Loeb           | Joop van Werkhoven / Robert van Werkhoven  |                |
| 1974 | Stany Zjednoczone | Naples         | Toño Gorostegui / Manuel Albalat    | Philippe Lecrit / Dominique Duvallet    | Juan Santana / Francisco Colom             |                |
| 1975 | Stany Zjednoczone | Nowy Jork      | Marc Laurent / Roger Surmin         | Philippe Follenfant / Hubert Follenfant | Jean-Francois Fountaine / Claire Fountaine |                |
| 1976 | nie odbyły się    | nie odbyły się | nie odbyły się                      | nie odbyły się                          | nie odbyły się                             | nie odbyły się |
| 1977 | Japonia           | Shizuoka       | David Ullman / Tom Linskey          | Katsunori Komatsu / Yasuyuki Hakomori   | Mark Paterson / David Mackay               |                |
| 1978 | Szwecja           | Marstrand      | David Ullman / Tom Linskey          | Gerry Roufs / Charles Robitaille        | John Pudenz / Ulrich Kittmann              |                |
| 1979 | Holandia          | Medemblik      | Miyuki Kay / Ryo Komiya             | Laurent Delage / Claude Wattine         | Stephane Richer / Philippe Claude          |                |
| 1980 | Brazylia          | Porto Alegre   | David Ullman / Tom Linskey          | Laurent Delage / Herv‚ Wattine          | Stephane Richer / Philippe Claude          |                |
| 1981 | Francja           | Quiberon       | David Barnes / Hamish Willcox       | Steve Benjamin / Karl Steinfeld         | Tommaso Chieffi / Enrico Chieffi           |                |
| 1982 | Portugalia        | Cascais        | Jörn Borowski / Eckbert Swensson    | Daniel Peponnet / Pascal Champaloux     | David Barnes / Hamish Willcox              |                |
| 1983 | Wielka Brytania   | Weymouth       | David Barnes / Hamish Willcox       | Wolfgang Hunger / Jochen Hunger         | Shimshon Brokman / Eitan Friedlander       |                |
| 1984 | Nowa Zelandia     | Auckland       | David Barnes / Hamish Willcox       | Chris Dickson / Joe Allen               | Peter Evans / Sean Reeves                  |                |

### Mistrzostwa Europy
W nawiasie podano liczbę krajów.

#### Open
| Rok  | Miejsce                    | Zwycięzca                                         | 2. miejsce                          | 3. miejsce                                           | Startujących |
| ---- | -------------------------- | ------------------------------------------------- | ----------------------------------- | ---------------------------------------------------- | ------------ |
| 1966 | Francja · Boulogne-sur-Mer | Francja · Gabriel De Kergariou · Alain Cordonnier | Francja · Brillouet · Blanchard     | Francja · Jean-Claude Cornu · Jean Morin             | 63 (3)       |
| 1967 | Francja · Lacanau          | Belgia · Paul Maes · Daniel Quertainmont          | Francja · Marc Bouet · Joël Desbois | Francja · Yves Pajot · Marc Pajot                    | 128 (4)      |
| 1968 | Hiszpania · Palamós        | Francja · Marc Bouet · Joël Desbois               | Francja · Yves Pajot · Marc Pajot   | Francja · Jean-Louis Brehant · Jean-François Brehant | 134 (8)      |

### Mistrzostwa Polski
| Rok  | Miejsce         | Zwycięzca                           | 2. miejsce                          | 3. miejsce                     | Startujących |
| ---- | --------------- | ----------------------------------- | ----------------------------------- | ------------------------------ | ------------ |
| 1974 | Cetniewo        |                                     |                                     |                                |              |
| 2018 | Górki Zachodnie | Agnieszka Skrzypulec / Jolanta Ogar | Maciej Sapiejka / Dominik Janowczyk | Michał Wysocki / Paweł Wysocki | 19           |